# Koninklijke Vereniging voor Lichamelijke Opvoeding
De Koninklijke Vereniging voor Lichamelijke Opvoeding (KVLO) is een Nederlandse vereniging en vakbond voor docenten van het vak lichamelijke opvoeding, ook wel bewegingsonderwijs genoemd, in het basisonderwijs, speciaal onderwijs, voortgezet onderwijs en beroepsonderwijs.
De KVLO werd opgericht in 1862 en is daarmee de oudste nog bestaande beroepsvereniging en vakbond. De vereniging telt ruim elfduizend leden en staat onder voorzitterschap van Anton Binnenmars. Ze vertegenwoordigt docenten en combinatiefunctionarissen/buurtsportcoaches die werkzaam zijn in en rondom de school op het gebied van bewegen en sport. 